# 吉田高朗
吉田 高朗（よしだ たかお、1860年 - 1920年）は、愛知県愛知郡稲葉地村出身の政治家。

## 人物
村会議員を手始めに、愛知郡会議員・愛知県会議員を歴任した。県会議員時代の1898年（明治31年）には、当地の偉人である豊臣秀吉を顕彰する「中村旧跡保存会」を設立。同会は1901年（明治34年）1月に中村公園の敷地を愛知県に寄附しており、同公園建設の功労者でもある。また、名古屋土地の発起人や中央市場発起人などに名を連ねている。